# Laterà
|  | Per a altres significats, vegeu «Laterà (desambiguació)». |

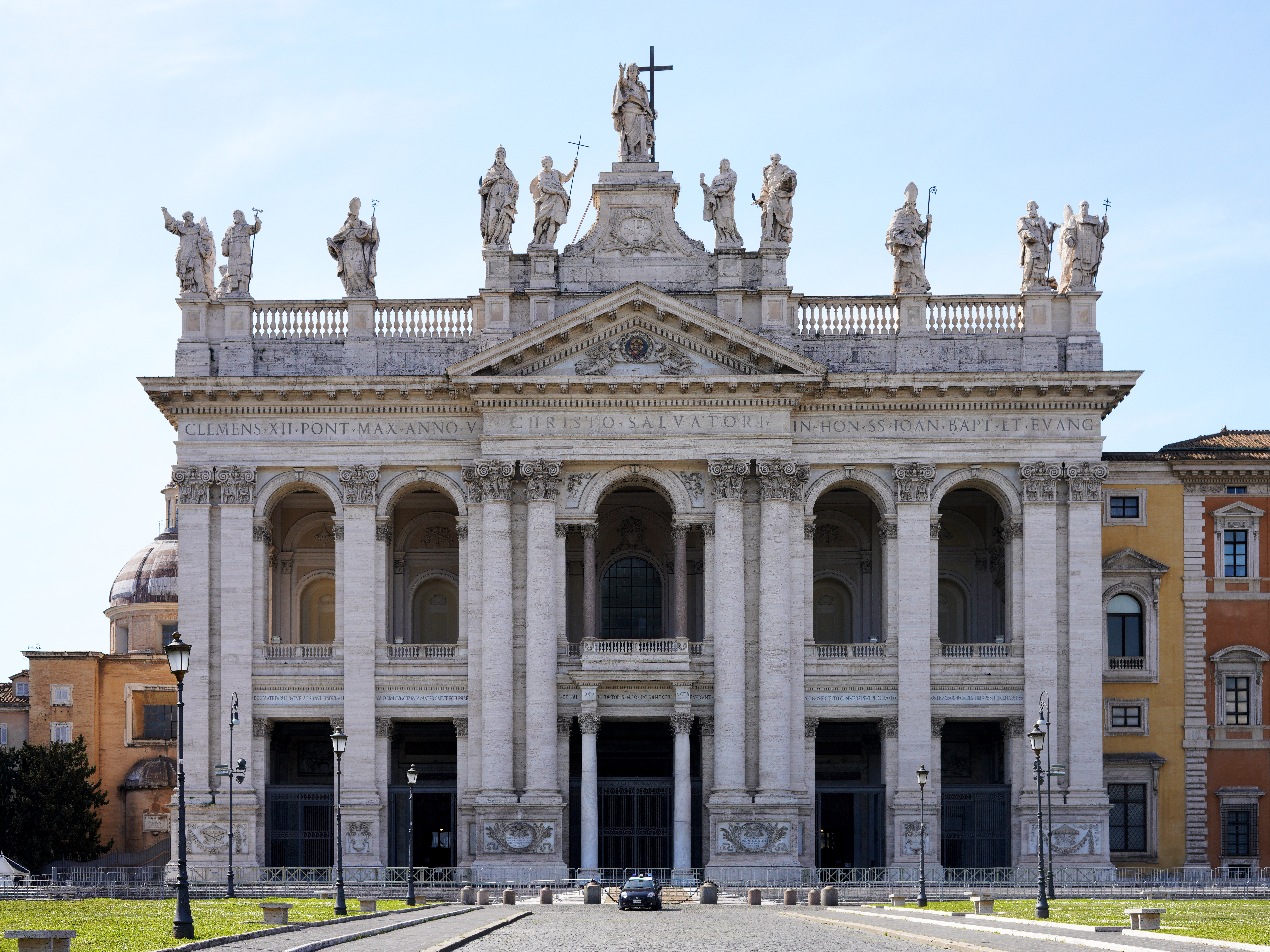
Façana barroca de la basílica de Sant Joan del Laterà

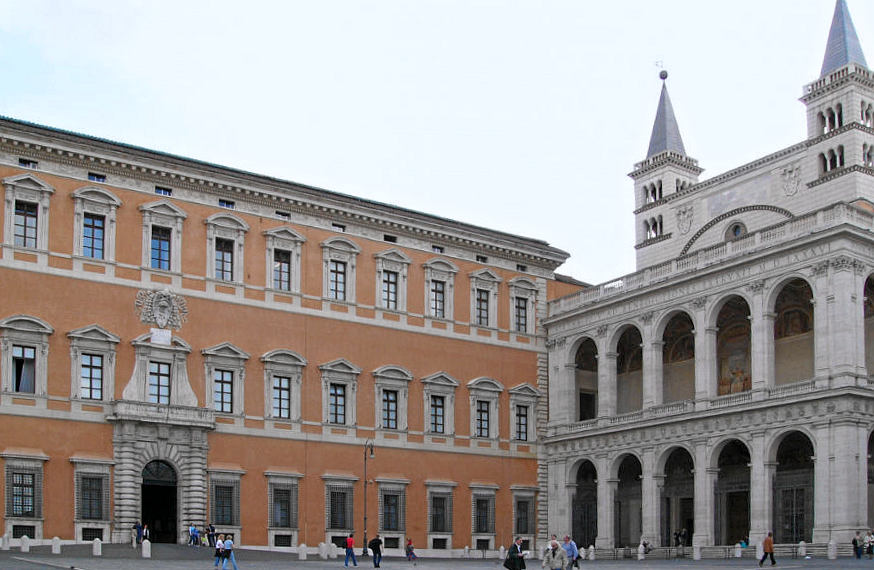
El Palau del Laterà i la Loggia delle Benedizioni de la basílica de Sant Joan

El Laterà (en italià Laterano) és un emplaçament tradicional de la ciutat de Roma que actualment pertany al Vaticà, on al voltant de la Piazza San Giovanni s'alcen la basílica de Sant Joan del Laterà, una de les quatre basíliques més importants de Roma i considerada església mare de l'Església Catòlica Romana arreu del món, i el Palau del Laterà, antiga residència dels papes i avui dia Museu Pontifici d'Antiguitats Cristianes.
Des dels primers temps de l'Imperi Romà els terrenys van pertànyer a la família patrícia dels Laterans, que van donar nom a aquesta part de la ciutat on antigament s'aixecava el seu palau o domus. Els Laterans van perdre les seves propietats per ordre de Neró, que les va confiscar arran de la conspiració de Plauci Laterà contra l'emperador, i segles més tard foren donades per Constantí a l'Església Catòlica Romana.
L'indret precís on es construiria la basílica de Sant Joan es diu que fou l'elegit en la pretesa donació de Constantí. Sant Joan del Laterà va esdevenir la catedral de Roma i l'església mare de totes les esglésies del món (en llatí, omnium Urbis et Orbis ecclesiarum mater et caput, literalment «mare i cap de totes les esglésies de la ciutat i del món»). Així doncs, és la catedral del Papa en qualitat de bisbe de Roma.

## Concilis del Laterà
Al llarg de la història de l'Església Catòlica, hi han tingut lloc cinc concilis ecumènics i diversos concilis regionals:
- 769: concili regional del Laterà
- 1123: primer concili del Laterà
- 1139: segon concili del Laterà
- 1179: tercer concili del Laterà
- 1215-1216: quart concili del Laterà
- 1512-1517: cinquè concili del Laterà

## Pactes del Laterà
Al Palau del Laterà es van signar els Pactes del Laterà entre la Santa Seu i el Regne d'Itàlia, representats respectivament pel cardenal Gasparri i per Mussolini.